# Chris Haggard
Chris Haggard (Pretoria, 28 april 1971) is een Zuid-Afrikaanse tennisspeler die sinds 1993 actief is in het professionele tenniscircuit.
Haggard won tot op heden zes ATP-toernooien in het dubbelspel en stond daarnaast nog in twaalf finales.

## Palmares
| Legenda                       | Legenda               |
| ----------------------------- | --------------------- |
| Grand Slam                    |                       |
| Olympische Spelen             |                       |
| tot 2009                      | vanaf 2009            |
| Tennis Masters Cup            | ATP Finals            |
| ATP Masters Series            | ATP Tour Masters 1000 |
| ATP International Series Gold | ATP Tour 500          |
| ATP International Series      | ATP Tour 250          |

### Dubbelspel
| Nr.                           | Datum             | Toernooi         | Ondergrond    | Partner          | Tegenstanders in finale            | Score               | Details |
| ----------------------------- | ----------------- | ---------------- | ------------- | ---------------- | ---------------------------------- | ------------------- | ------- |
| Gewonnen finales heren dubbel |                   |                  |               |                  |                                    |                     |         |
| 1.                            | 1 augustus 1999   | ATP Kitzbühel    | Gravel        | Peter Nyborg     | Álex Calatrava Dušan Vemic         | 6-3, 6-7(4), 7-6(4) | Details |
| 2.                            | 21 juli 2002      | ATP Amersfoort   | Gravel        | Jeff Coetzee     | André Sá Alexandre Simoni          | 7–6(1), 6–3         | Details |
| 3.                            | 6 oktober 2002    | ATP Tokio        | Hardcourt     | Jeff Coetzee     | Jan-Michael Gambill Graydon Oliver | 7–6(4), 6–4         | Details |
| 4.                            | 5 januari 2003    | ATP Adelaide     | Hardcourt     | Jeff Coetzee     | Maks Mirni Jeff Morrison           | 2–6, 6–4, 7–6(7)    | Details |
| 5.                            | 22 augustus 2004  | ATP Washington   | Hardcourt     | Robbie Koenig    | Travis Parrott Dmitri Toersoenov   | 7–6(3), 6–1         | Details |
| 6.                            | 26 februari 2006  | ATP Memphis      | Hardcourt     | Ivo Karlović     | James Blake Mardy Fish             | 0-6, 7-5, [10-5]    | Details |
| Verloren finales heren dubbel |                   |                  |               |                  |                                    |                     |         |
| 1.                            | 30 augustus 1998  | ATP Boston       | Hardcourt     | Jack Waite       | Jacco Eltingh Paul Haarhuis        | 3–6, 2–6            | Details |
| 2.                            | 15 november 1998  | ATP Stockholm    | Hardcourt     | Peter Nyborg     | Nicklas Kulti Mikael Tillström     | 5–7, 6–3, 5–7       | Details |
| 3.                            | 27 april 2003     | ATP Barcelona    | Gravel        | Robbie Koenig    | Bob Bryan Mike Bryan               | 4–6, 3–6            | Details |
| 4.                            | 20 juli 2003      | ATP Amersfoort   | Gravel        | André Sá         | Devin Bowen Ashley Fisher          | 0–6, 4–6            | Details |
| 5.                            | 3 augustus 2003   | ATP Washington   | Hardcourt     | Paul Hanley      | Jevgeni Kafelnikov Sargis Sargsian | 5–7, 6–4, 2–6       | Details |
| 6.                            | 22 februari 2004  | ATP Memphis      | Hardcourt (i) | Jeff Coetzee     | Bob Bryan Mike Bryan               | 3-6, 4-6            | Details |
| 7.                            | 8 maart 2004      | ATP Scottsdale   | Hardcourt     | Jeff Coetzee     | Rick Leach Brian MacPhie           | 3-6, 1-6            | Details |
| 8.                            | 5 februari 2006   | ATP Delray Beach | Hardcourt     | Wesley Moodie    | Mark Knowles Daniel Nestor         | 2–6, 3–6            | Details |
| 9.                            | 25 juni 2006      | ATP Rosmalen     | Gras          | Arnaud Clément   | Martin Damm Leander Paes           | 1–6, 6–7(3)         | Details |
| 10.                           | 14 januari 2007   | ATP Auckland     | Hardcourt     | Simon Aspelin    | Jeff Coetzee Rogier Wassen         | 7–6(9), 3–6, [2–10] | Details |
| 11.                           | 18 februari 2007  | ATP San José     | Hardcourt     | Rainer Schüttler | Eric Butorac Jamie Murray          | 5–7, 6–7(6)         | Details |
| 12.                           | 16 september 2007 | ATP Peking       | Hardcourt     | Yen-hsun Lu      | Rik de Voest Ashley Fisher         | 7–6(3), 0–6, [6–10] | Details |

## Prestatietabel
| Legenda | Legenda                          |
| ------- | -------------------------------- |
| g.t.    | geen toernooi gehouden           |
| l.c.    | lagere categorie                 |
| –       | niet deelgenomen                 |
| G       | uitgeschakeld in de groepsfase   |
| 1R      | uitgeschakeld in de eerste ronde |
| 2R      | uitgeschakeld in de tweede ronde |
| 3R      | uitgeschakeld in de derde ronde  |
| 4R      | uitgeschakeld in de vierde ronde |
| KF      | uitgeschakeld in de kwartfinale  |
| HF      | uitgeschakeld in de halve finale |
| F       | de finale verloren               |
| W       | het toernooi gewonnen            |
| w-v     | winst/verlies-balans             |

### Prestatietabel grand slam, dubbelspel
| Toernooi        | 1997 | 1998 | 1999 | 2000 | 2001 | 2002 | 2003 | 2004 | 2005 | 2006 | 2007 | 2008 | 2009 |
| --------------- | ---- | ---- | ---- | ---- | ---- | ---- | ---- | ---- | ---- | ---- | ---- | ---- | ---- |
| Australian Open | –    | 2R   | 2R   | KF   | 3R   | 1R   | HF   | 2R   | 2R   | 2R   | 2R   | 2R   | 1R   |
| Roland Garros   | –    | 1R   | 1R   | 2R   | 1R   | 1R   | 2R   | 1R   | 1R   | 1R   | 2R   | 1R   | –    |
| Wimbledon       | 3R   | 3R   | 2R   | 1R   | KF   | 2R   | 1R   | 1R   | 2R   | 1R   | 1R   | 1R   | –    |
| US Open         | –    | 2R   | 3R   | 2R   | 1R   | 1R   | 3R   | 1R   | –    | 3R   | 2R   | 1R   | –    |